# Mazuku

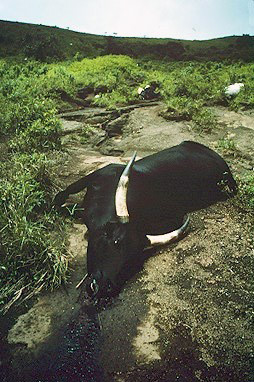
Vaca morta pelas emanações de um mazuku oriundo do Lago Nyos, Camarões.

Em geologia, um mazuku (em suaíle: vento maligno) é um bolsão de ar rico em dióxido de carbono que pode ser letal para qualquer vida humana ou animal dentro de seus limites. Mazuku são criados quando o dióxido de carbono se acumula em bolsos baixos até o chão. CO2 é mais pesado que o ar, o que faz com que ele flua para baixo, abraçando o chão como um nevoeiro baixo, sendo também indetectável por sentidos olfativos humanos ou visuais na maioria das condições.
O mazuku pode estar relacionado à atividade vulcânica ou a um desastre natural conhecido como erupção límnica. No primeiro caso, gases nocivos são liberados da crosta terrestre para a atmosfera, enquanto no segundo caso os gases se originam no fundo de um lago e fervem rapidamente para a superfície. Por causa de sua natureza esporádica e sutil, poucos mazuku foram registrados, mas há uma crescente compreensão deles baseada em evidências históricas e fósseis.

## Efeitos
O mazuku pode causar vários efeitos na flora e fauna das regiões em que ocorrem, dependendo da composição e concentração dos gases. Nuvens maciças de CO2, como aquelas liberadas de lagos em Camarões na década de 1980, podem causar devastação generalizada de populações humanas e de vida selvagem. No entanto, eles podem ter pouco ou nenhum efeito sobre a vegetação local. Se a concentração de CO2 for alta o bastante e mantida em um evento de liberação prolongada, até a vegetação pode sucumbir ao mazuku, como ocorreu em Mammoth Mountain na Califórnia, nos Estados Unidos, onde houve desmatamento e intoxicações por CO2, incluindo a morte de três funcionários de uma estação de esqui em 2006.
Eventos relacionados, como fluxos piroclásticos ou erupções límnicas, podem fazer com que a temperatura de um mazuku varie consideravelmente em relação ao ambiente natural. Há relatos de congelamento, condensação e outras mudanças de temperatura. Por serem frequentemente acompanhados de outros eventos cataclísmicos, tais como erupções vulcânicas, deslizamentos de terra e tsunamis, os mazuku não são fáceis de identificar como potenciais perigos por eles mesmos.
Em alguns casos, os mazuku são grandes o suficiente para causar um evento localizado de extinção documentado no registro fóssil. O Lago Kivu, na fronteira entre a República Democrática do Congo e Ruanda, é um lago muito grande que tem um registro de repetidas erupções límnicas, com eventos que incluem explosões de metano, tsunamis e mazukus. O sítio fossilífero de Messel, na Alemanha, contém um padrão de extinção fossilizado que pode estar relacionado a um evento mazuku ocorrido no local durante o Eoceno.